# 新竹街
新竹街為台灣日治時期1903年至1930年間存在之行政區，在1903年的範圍僅包含新竹城周邊地區，隸屬於新竹廳；之後在1920年10月隨行政區劃調整改隸屬新竹州新竹郡，並擴大範圍併入了鄰近14個街庄，將原有街庄改為大字；其範圍包含今新竹市北區的東半部，以及東區的中西部與東部地區，大致可簡單區分為新竹都城隍廟前至北門街頭尾為中心，大約半徑5公里內。1930年1月，新竹街升格為「新竹市」。

## 行政區劃
新竹廳在1903年1月1日實施街庄整併，將原本的50個街庄整併為「新竹街」，其下設有的9個土名：東門、西門、南門、北門、東門外、西門外、南門外、北門外、枕頭山脚。1904年7月16日，新竹街土名東門之內的爾雅家削除，改劃為同街土名南門之內。
1920年10月1日，新竹街將鄰近同樣位於竹北一堡之客雅庄、水田庄、苦苓脚庄、崙仔庄、樹林頭庄、湳雅庄、東勢庄、赤土崎、埔頂、柴梳山庄、金山面庄、吉羊崙庄、沙崙庄、溪埔仔庄合併，原街庄改為大字，新竹街轄域內分為新竹、客雅、吉羊崙、沙崙、崙子、溪埔子、苦苓脚、樹林頭、水田、湳雅、東勢、赤土崎、埔頂、柴梳山、金山面等15個大字。
- 新竹大字下有「東門」、「西門」、「南門」、「北門」、「東門外」、「西門外」、「南門外」、「北門外」、「枕頭山脚」小字名
- 溪埔子大字下有「溪埔子」、「四分子」、「白沙屯」小字名[1]

1930年1月20日，新竹街升格為新竹市，與嘉義市同時成為州轄市。
| 1920~1930 | 1920~1930 | 1903~1920 | 1903~1920 | 1903年前 |
| 街庄      | 大字      | 街庄      | 土名      | 街庄 |
| --------- | --------- | --------- | --------- | --- |
| 新竹街    | 新竹      | 新竹街    | 東門      | 東門街、後圳溝街、暗街仔、爾雅家、武營頭、城隍廟後、大埕 |
| 新竹街    | 新竹      | 新竹街    | 西門      | 西門大街、西門街、西門小街、西門谷倉口、西門中巷街、鼓樓內街、太爺街、衙門口街、南門谷倉街、媽祖宮街、書院街、下後車路、苧仔園、何厝溝、石坊腳、圳溝墘、後車路 |
| 新竹街    | 新竹      | 新竹街    | 南門      | 南門大街、南門中巷街、武廟後、考棚邊、公館埕 |
| 新竹街    | 新竹      | 新竹街    | 北門      | 北門大街、米市街、前布埔、後布埔、打鐵巷、後車路 |
| 新竹街    | 新竹      | 新竹街    | 東門外    | 東門外街 |
| 新竹街    | 新竹      | 新竹街    | 西門外    | 西門口街、竹篙厝、店仔街 |
| 新竹街    | 新竹      | 新竹街    | 南門外    | 南門外、園中央、巡司埔、爾雅家 |
| 新竹街    | 新竹      | 新竹街    | 北門外    | 北門口、水田街、水田前街、水田後街、崙仔、田頂 |
| 新竹街    | 新竹      | 新竹街    | 枕頭山腳  | 枕頭山腳、頂竹圍庄 |
| 新竹街    | 客雅      | 客雅      | -         | 園中央、大竹圍庄、大坵園庄、溪仔尾庄、崁仔腳庄、烏崩崁庄、內厝庄                                                                                               |
| 新竹街    | 水田      | 水田      | -         | 魚種藔庄、大埕庄、水田庄、田心仔庄、羌藔庄 |
| 新竹街    | 苦苓脚    | 苦苓脚    | -         | 下過溝仔庄、苦苓腳庄 |
| 新竹街    | 崙子      | 崙仔      | -         | 客雅庄、崙仔庄、南勢庄 |
| 新竹街    | 樹林頭    | 樹林頭    | -         | 樹林頭庄、田心仔庄、水田尾庄 |
| 新竹街    | 湳雅      | 湳雅      | -         | 金門厝庄、後湖庄、八卦厝庄、湳雅庄、舊社庄 |
| 新竹街    | 東勢      | 東勢      | -         | 下東店庄、埤腳庄、埔心庄、後庄、潭後庄 |
| 新竹街    | 赤土崎    | 赤土崎庄  | -         | 牛路橋庄、草厝仔庄、廣含頭庄、赤土仔庄 |
| 新竹街    | 埔頂      | 埔頂      | -         | 埔頂庄、上過溝仔庄、冷水坑庄 |
| 新竹街    | 柴梳山    | 柴梳山    | -         | 柴梳山庄、新庄仔庄 |
| 新竹街    | 金山面    | 金山面    | -         | 金山面庄、風空庄 |
| 新竹街    | 吉羊崙    | 吉羊崙    | -         | 吉羊崙庄、頂九甲庄、下九甲庄、上下六甲庄、番婆庄 |
| 新竹街    | 沙崙      | 沙崙      | -         | 莊仔庄、後湖庄、過湖庄、上沙崙庄、下沙崙庄、蘆竹湳庄 |
| 新竹街    | 溪埔子    | 溪埔仔    | -         | 溪埔仔庄、白沙墩庄、四份仔庄 |